# Cross River (Fluss)
Der Cross River, früher im Deutschen auch Kreuzfluss, ist ein Fluss im Südosten Nigerias. Er entspringt im Hochland von Kamerun.

## Verlauf
Zu seinem Quellgebiet gehört der Bermin-See in den Bakossi-Bergen und fließt zunächst in westlicher Richtung nach Nigeria. Dort nimmt er zunächst eine südwestliche Richtung ein und eine südliche nach dem Zusammenfluss mit seinen Nebenflüssen Aya River und Aboine River. Die gesamte Flusslänge von der Quelle bis zur Mündung in der Bucht von Bonny beträgt 489 km. Seine Ufer werden von tropischem Regenwald, Ölpalmenplantagen und Mangroven gesäumt. Er ist schiffbar und eine wichtige Wasserstraße im Osten Nigerias.
An seiner Mündung bildet er gemeinsam mit dem Calabar River, dem Great Kwa River und dem Akpa Yafi das Cross-River-Ästuar an dem die Hafenstadt Calabar liegt und das durch die Bakassi-Halbinsel vom Rio-del-Rey-Ästuar getrennt ist.
Nach dem Cross River wurde der nigerianische Bundesstaat Cross River benannt, der östlich des Flusses liegt.

## Hydrologie
Die Durchflussmenge des Cross-Rivers wurde in Mamfe bei gut 10 % des Einzugsgebiets in m³/s gemessen.

## Erforschung
Der Unterlauf des Cross River wurde im 15. Jahrhundert von portugiesischen Seefahrern entdeckt und erforscht, der Oberlauf in den frühen 1840er Jahren durch den Briten John Beecroft.